# Charles Wilkes

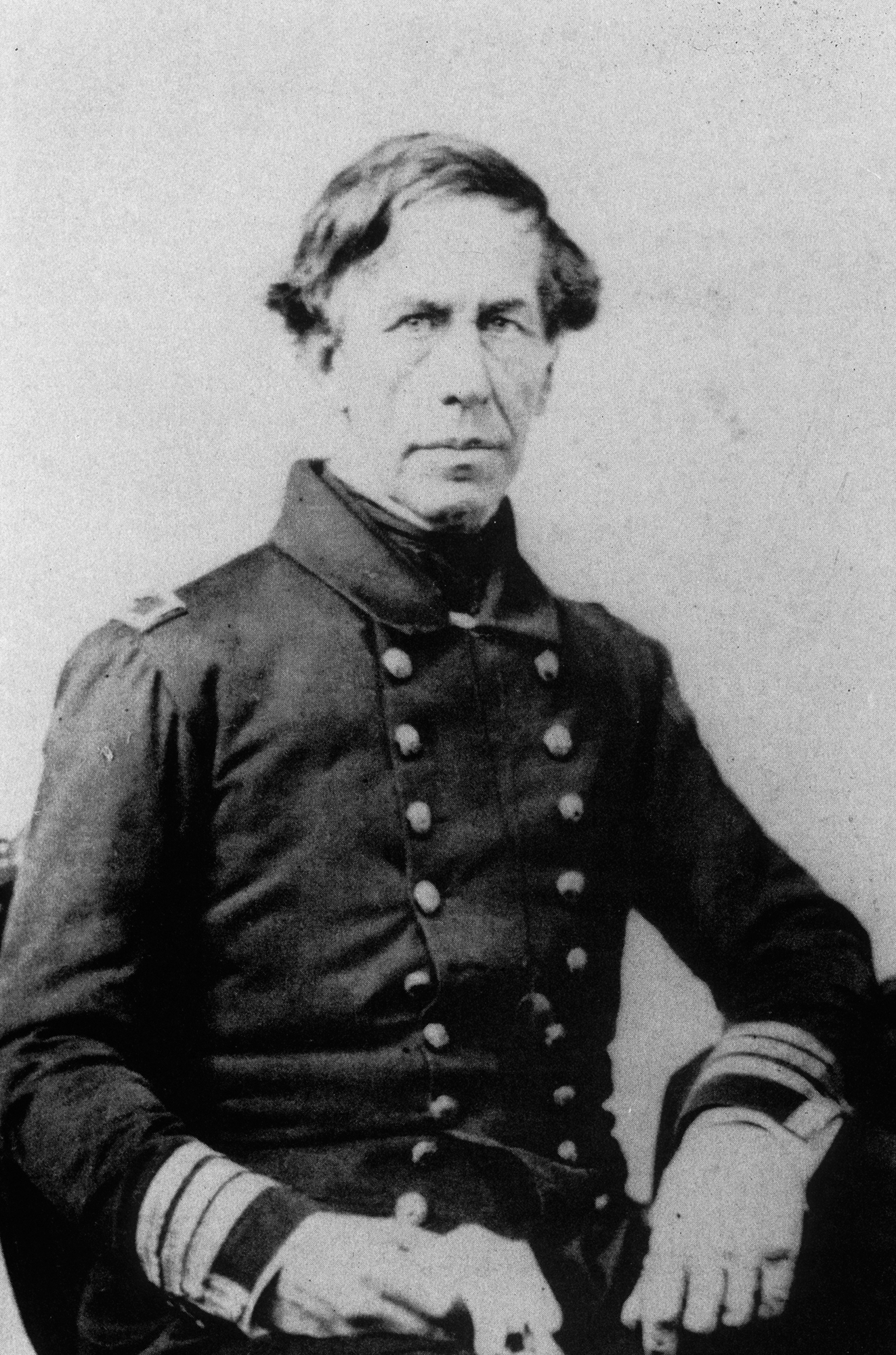
Charles Wilkes

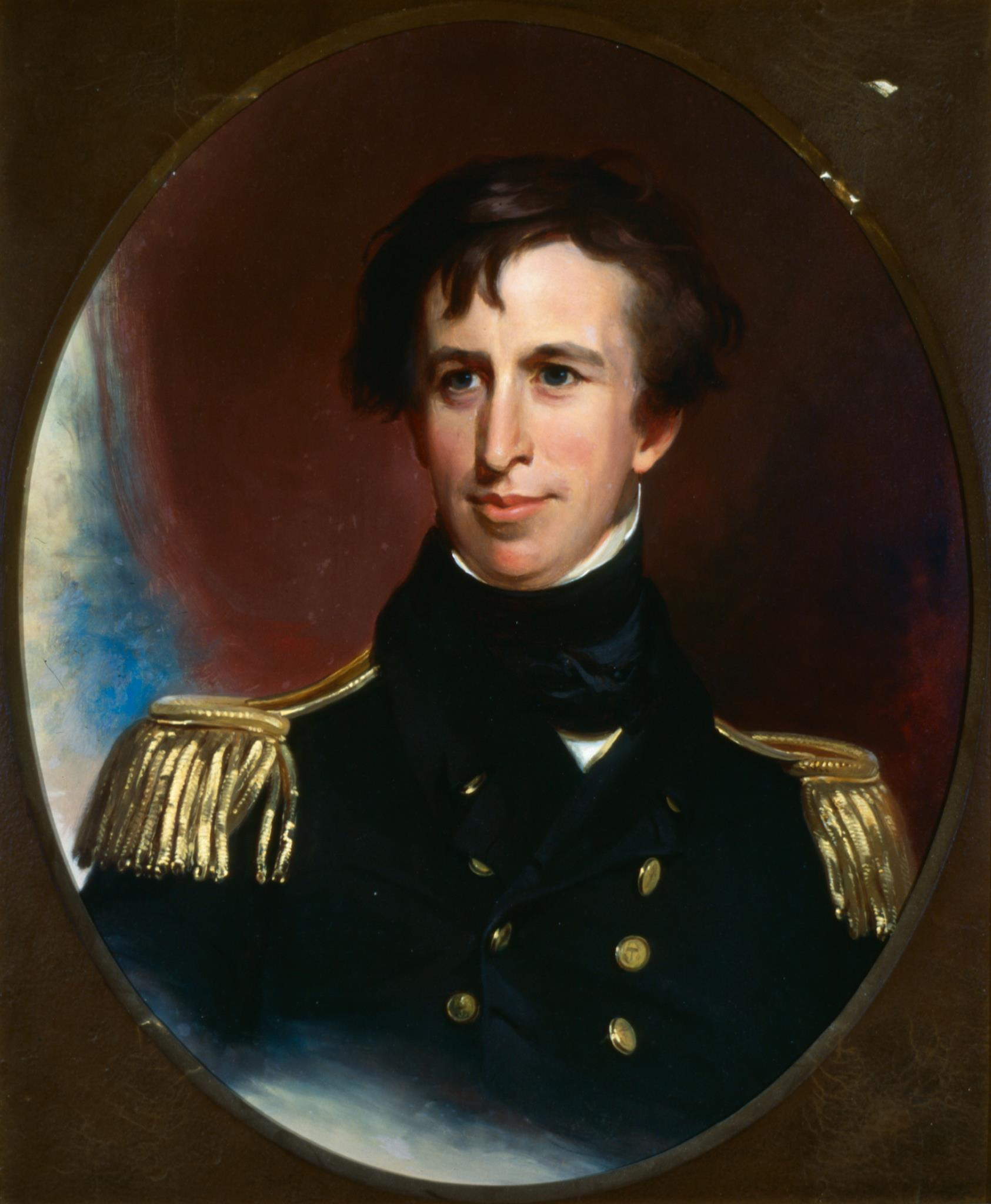
Charles Wilkes als Leiter der United States Exploring Expedition

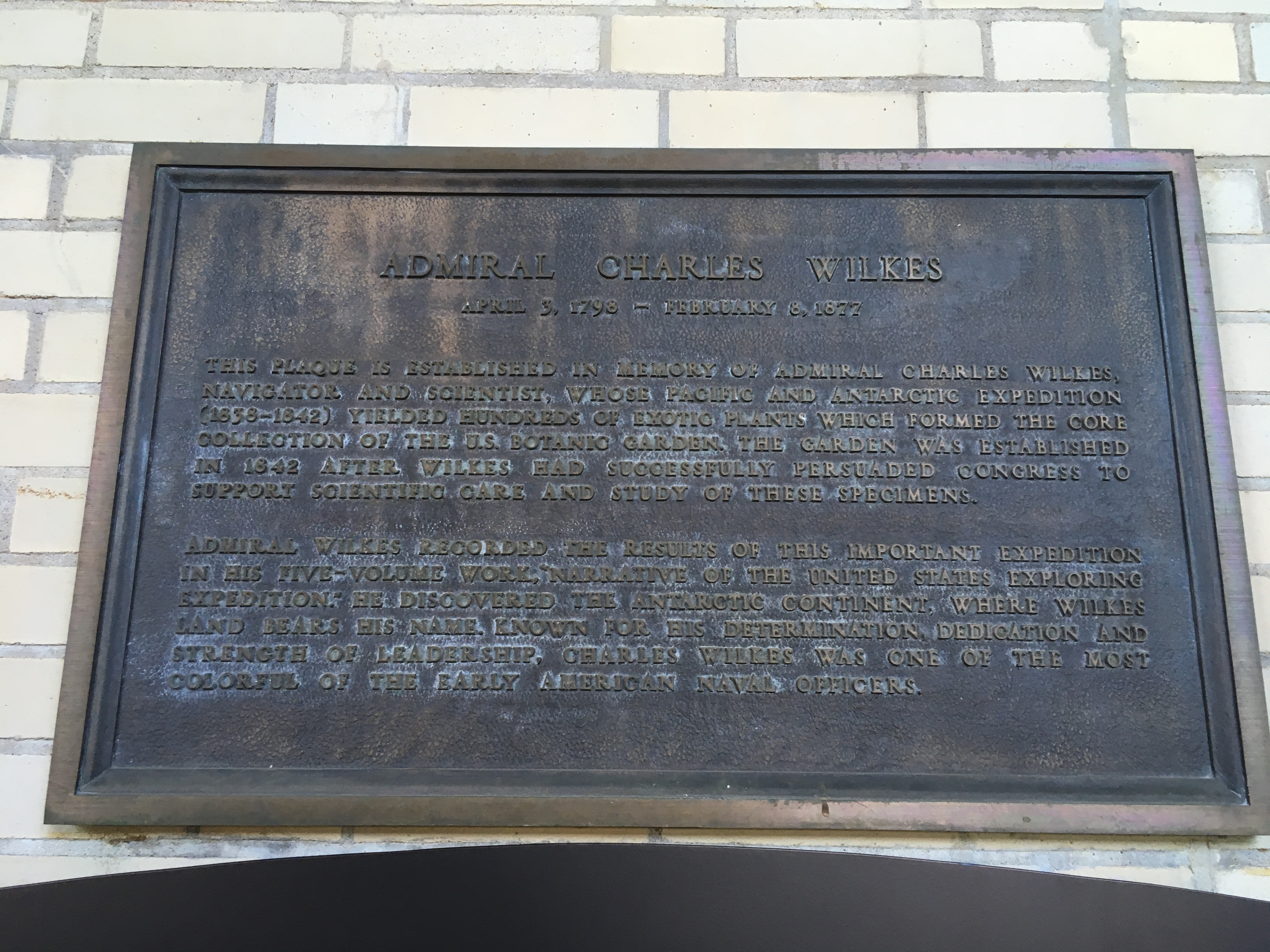
Admiral-Charles-Wilkes-Gedenktafel im United States National Arboretum

Charles Wilkes (* 3. April 1798 in New York City; † 8. Februar 1877 in Washington, D.C.) war ein US-amerikanischer Konteradmiral und Polarforscher. Bekannt wurde er durch die United States Exploring Expedition und die Trent-Affäre, während derer er einen britischen Postdampfer überfiel.

## Leben und Wirken
Wilkes trat 1818 als in die United States Navy ein und wurde 1826 Leutnant. In den 1820er Jahren war er Mitglied des Columbian Institute for the Promotion of Arts and Sciences.
Wilkes leitete von 1838 bis 1842 die United States Exploring Expedition oder Wilkes Expedition. Diese sollte weite Teile des Pazifischen Ozean und die Antarktis (das „unbekannte Land im Süden“) erforschen. Dabei erkannte Wilkes die Antarktis als selbständigen Kontinent. Das von ihm entdeckte, 2.600.000 Quadratkilometer große Gebiet  wurde Wilkesland genannt. 1840 wurde er in die American Academy of Arts and Sciences gewählt.
Wilkes war als Leiter dieser Expedition nicht unumstritten. Zu Beginn der Reise bekleidete er den Rang eines Leutnants, ernannte sich jedoch eigenmächtig selbst zum Kapitän und Kommodore. Nachdem er sich während der Seereise als despotischer Offizier aufgeführt und auf den heute zu Fidschi gehörenden Mamanuca-Inseln ein Massaker unter der einheimischen Bevölkerung angeordnet hatte, wurde er nach seiner Rückkehr vor ein Kriegsgericht gestellt, welches diese Vorfälle untersuchte. Er wurde in den meisten Anklagepunkten freigesprochen, nur seine Bestrafungsmethoden innerhalb der Mannschaft wurden ihm zur Last gelegt. Daher wurde er für einige Zeit zur Küstenwache versetzt. Aber schon bald hatte er mit der Ausarbeitung der Expeditionsberichte zu tun, was ihn von 1844 bis 1861 beschäftigte.
Wilkes wurde 1843 zum Commander und 1855 zum Captain befördert.
Im Amerikanischen Bürgerkrieg war Wilkes als Admiral für die Nordstaaten im Einsatz. Als Kommandant der Dampffregatte San Jacinto überfiel er am 8. November 1861 in internationalem Gewässer den britischen Postdampfer Trent, der sich auf dem Weg von Havanna nach England befand. Von seinen Spionen hatte er erfahren, dass sich zwei Abgesandte der Südstaaten auf diesem Schiff befanden. Es handelte sich um James Murray Mason und John Slidell, zwei konföderierte Politiker, die für den Fall einer Anerkennung der Konföderierten durch Großbritannien und Frankreich als Botschafter in London und Paris vorgesehen waren. Wilkes ließ die zwei Abgesandte verhaften und mit der USS San Jacinto nach Monroe bringen. Das Postschiff konnte seine Fahrt fortsetzen. Vom Amerikanischen Kongress wurde er zunächst für dieses Vorgehen gelobt. Präsident Abraham Lincoln distanzierte sich jedoch aufgrund der daraus entstandenen politischen Verwirrungen. Der Vorfall hätte beinahe dazu geführt, dass mehrere europäische Mächte, u. a. Großbritannien, auf Seiten der Konföderierten in den amerikanischen Bürgerkrieg eingegriffen hätten (siehe dazu Trent-Affäre). Später wurde Wilkes gegen die Blockadebrecher in der Karibik eingesetzt.

## Rezeption
Wilkes soll Herman Melville für den Roman Moby Dick als Vorbild für die Figur des Kapitäns Ahab gedient haben.
Nach ihm ist die Wilkes-Station in der Antarktis benannt.